# اكمة الرزاوة (جبلة)
اكمة الرزاوة

تعديل مصدري - تعديل

اكمة الرزاوة محلة تابعة لقرية جبل حميد، التابعة لعزلة المكتب بمديرية جبلة إحدى مديريات محافظة إب في الجمهورية اليمنية، بلغ تعداد سكانها 28 حسب تعداد اليمن لعام 2004.